# Geoffrey Grimmett
Pour les articles homonymes, voir Grimmett.
Geoffrey Richard Grimmett (né le 20 décembre 1950) est un mathématicien anglais connu pour ses travaux sur les mathématiques des systèmes aléatoires découlant de la théorie des probabilités, et de la mécanique statistique, en particulier la théorie de la percolation et le processus de contact,. Il est titulaire de la chaire de Professeur de statistique mathématiques au Laboratoire de statistiques de l'Université de Cambridge, et il est Maître (en) du Downing College, à Cambridge,.

## Carrière
Grimmett est scolarisé à la King edward's School, à Birmingham, et au Merton College, à Oxford. Il est diplômé en 1971, et a terminé son doctorat en 1974, sous la supervision de John Hammersley et Dominic Welsh, avec une thèse intitulée « Random Fields and Random Graphs ». Il bénéficie d'une bourse de recherche IBM au New College d'Oxford de 1974 à 1976 avant de partir à l'Université de Bristol. Il est nommé Professeur de statistique mathématique à l'Université de Cambridge en 1992, devenant un fellow du Churchill College, à Cambridge. Il a été directeur du Laboratoire de statistiques de 1994 à 2000, responsable du Département de mathématiques pures et mathématiques statistiques de 2002 à 2007, et il est administrateur du Prix Rollo-Davidson.
En octobre 2013, il est nommé en tant que Maître du Downing College, à Cambridge, où il succède au Professeur Barry Everitt (en).

## Prix et distinctions
Grimmett a reçu le Prix Rollo-Davidson en 1989. Il a été rédacteur en chef de la revue Probability Theory and Stochastic Processes de 2000 à 2005, et en a été nommé directeur de la rédaction  en 2009.
Il a participé aux Jeux olympiques d'été de 1976 à Montréal en tant que membre de l'équipe masculine de Grande-Bretagne de fleuret, terminant 6ème.
En 2012, il est lauréat de la Conférence Forder. En 2014 il est conférencier invité au Congrès international des mathématiciens à Séoul avec une conférence intitulée « Criticality, universality, and isoradiality ».
En mai 2014, il est élu Fellow de la Royal Society. Sa nomination mentionne: « At a time of flowering of probabilistic methods in all branches of mathematics, Geoffrey Grimmett is one of the broadest probabilists of his generation, and unquestionably a leading figure in the subject on the world scene. He is particularly recognised for his achievements in the rigorous theory of disordered physical systems. Especially influential is his work on and around percolation theory, the contact model for stochastic spatial epidemics, and the random-cluster model, a class that includes the Ising/Potts models of ferromagnetism. His monograph on percolation is a standard work in a core area of probability, and is widely cited. His breadth within probability is emphasized by his important contributions to probabilistic combinatorics and probabilistic number theory. »

### Publications
- (en) Geoffrey Grimmett et D. Stirzaker, Probability and Random Processes, Oxford, 2001, 3e éd..
- avec Dominic Welsh Probability - an introduction, Oxford University Press 1986.
- Percolation, Springer Verlag, Grundlehren der mathematischen Wissenschaften, vol 321, 2. éd 1999.
- avec David Stirzaker One thousand exercises in probability, Oxford University Press 2001.
- The random cluster model, Grundlehren der mathematischen Wissenschaften, vol 333, Springer Verlag 2006.
- Probability on graphs, Springer Verlag 2010.
- Percolation, in Jean-Paul Pier (éd.) Development of Mathematics 1950-2000, Birkhäuser 2000
- (éd) avec Dominic Welsh Disorder in physical systems, Oxford University Press 1990 (en l'honneur de John Hammersley).
- (éd): Probability and phase transitions (NATO Advanced Study Institute, Newton Institute Cambridge 1993), Springer Verlag 2004.
- (éd) avec Colin McDiarmid: Combinatorics, Complexity and Chance, Oxford University Press 2007 (en l'honneur de Dominic Welsh).

## Vie personnelle
Geoffrey Grimmett est le fils de Benjamin J Grimmett et Patrica W (Lewis) Grimmett.